# Louis Chéri
Louis Chéri (zm. 1861) – aktor francuski.

## Kariera sceniczna
| Rok  | Sztuka                   | Autor                     |
| ---- | ------------------------ | ------------------------- |
| 1822 | Le Château de Kenilworth | Eugène Cantiran de Boirie |
| 1831 | Antony                   | Alexandre Dumas           |
| 1833 | Lucrèce Borgia           | Victor Hugo               |
| 1836 | L'Homme des rochers      | Edmond Rochefort          |
| 1839 | Revue et corrigée        | Amable de Saint-Hilaire   |
| 1848 | Monte-Cristo             | Alexandre Dumas           |